# Kosmos 2282
O Kosmos 2282 (em russo: Космос 2282, significado Cosmos 2282) é um satélite russo de sistema de alerta. Foi lançado em 06 de julho de 1994 às 23:58 UTC do Cosmódromo de Baikonur, no Cazaquistão, através de um foguete Proton-K. O Kosmos 2282 foi colocado em uma órbita geoestacionária, trabalhando apenas por 1 ano e 5 meses.

## Ligações Externas
- NASA NSSDC Master Catalog
- US-KMO (71kh6)